# 雲南平鰭鰍
雲南平鰭鰍又名云南平鳅（学名：Pseudohomaloptera yunnanensis）为爬鰍科准拟平鳅属的鱼类。在中国，分布于澜沧江中下游等，生活习性为底栖。其主要栖息于河水小河。该物种的模式产地在云南永平县。
其种加词 yunnanensis 意为“云南的”。